# Moengoej
Moengoej (Russisch: Мунгуй) is een plaats (posjolok) binnen de selskoje poselenieje van Karaoel in het gemeentelijk district Tajmyrski van de Russische kraj Krasnojarsk. De plaats ligt aan een bocht van de Golf van Jenisej, op ongeveer 46 kilometer van Karaoel en 150 kilometer van Doedinka. Moengoej telt ongeveer 32 inwoners, allen behorende tot Siberische volkeren. De bevolking bestaat uit jagers en vissers, gepensioneerden en kinderen.
In 1938 werd de kolchoz 'Nieuw Leven' opgericht in Moengoej. Daarvoor waren de meeste latere inwoners nomadische rendierhouders.